# Баранов, Фёдор Ильич
Фёдор Ильич Баранов (1886—1965) — русский советский учёный, доктор технический наук, заслуженный деятель науки и техники РСФСР.

## Биография
Родился 1 (13) апреля 1886 года в Орле. 
В 1904 году с золотой медалью закончил Нижегородскую гимназию и поступил в Санкт-Петербургский политехнический институт, который окончил в 1909 году. По окончании курса получил звание морского инженера и был оставлен в институте для подготовки к профессорской деятельности. С 1911 года — преподаватель по курсу теории корабля; в 1915 году был утверждён заведующим кафедрой техники добывающего промысла, которой руководил бессменно до 1959 года.
Юнкер флота по кораблестроительной части с 02.08.1909 (17.08.1909). Прикомандирован к МИУ (10.09.1909). Корабельный гардемарин-судостроитель (18.04.1910). Подпоручик ККИ по экзамену (06.12.1910). Циркуляром ГМШ № 373 прикомандирован к Кронштадтской портовой конторе (14.12.1910). Плавал по Балтийскому морю на крейсерах «Богатырь» (15.07 — 23.09.1910) и «Адмирал Макаров» (23.09 — 14.11.1910).
Зачислен в запас флота по Петербургскому уезду (ВП № 1055 от 08.08.1911). В годы Первой мировой войны на морской службе состоял лишь номинально, будучи в распоряжении Министерства земледелия. В 1909 году Баранов получил звание морского инженера и был оставлен в институте для подготовки к профессорской деятельности.
Ф. И. Баранов — основоположник науки о промышленном рыболовстве. Мировую известность приобрели его работы в области разработки теоретических основ управления рыболовством. Им была разработана теория расчета техники и основных способов лова. В 1918 году, впервые в истории ихтиологических исследований, он составил дифференциальное уравнение, которое описывало убыль числа рыб за бесконечно малый промежуток времени, что дало возможность по составу уловов судить о стаде и о количестве рыбы в нём.

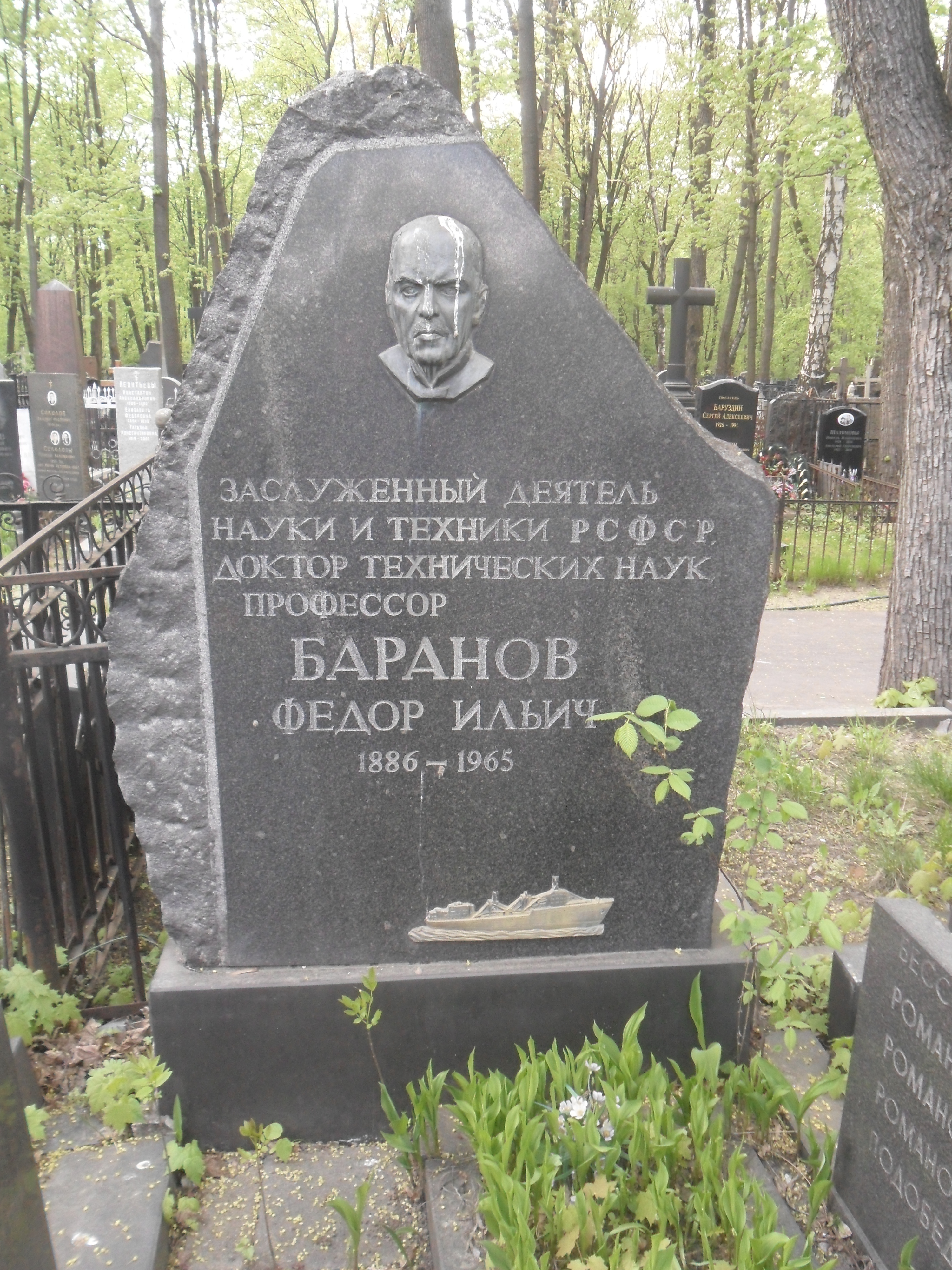
Могила Ф. И. Баранова на Введенском кладбище.

Автор первого в мире учебника «Техника промышленного рыболовства» (1933), за который ему была присуждена без защиты диссертации учёная степень доктора технических наук (1935).
Награждён орденом Ленина «за особые заслуги перед Отечеством» (1951).
Похоронен на Введенском кладбище (уч. 21).